# 太田警察署 (茨城県)
太田警察署（おおたけいさつしょ）は、茨城県警察が管轄する警察署の一つである。署長は警視。
2023年（令和5年）9月11日に常陸太田市馬場町小野下に新築移転した。新庁舎は鉄筋コンクリート3階建て、延べ床面積約2200平方メートル、敷地面積約7900平方メートルである。

## 管轄区域
- 常陸太田市

## 沿革
- 1873年（明治6年） - 太田警察出張所
- 1948年（昭和23年） - 東久慈地区警察署と改称
- 1954年（昭和29年） - 太田警察署に改称現在の管轄となる
- 1963年（昭和38年） - 現庁舎建設
- 1980年（昭和55年） - 庁舎増改築
- 2023年（令和5年）9月11日 - 常陸太田市馬場町小野下に新築移転[2]

## 組織
- 署長
- 副署長
- 警務課
  - 総合相談係
  - 被害者支援係
- 地域課
- 刑事生活安全課
  - 生活安全係
  - 銃刀係
  - 鑑識係
- 交通課
  - 事故捜査係
- 警備課
  - 警備係

## 交番
- 太田駅前交番 - 常陸太田市山下町1702-16

## 駐在所
- 金砂郷駐在所 - 常陸太田市大里町3626-3
- 上深荻駐在所 - 常陸太田市上深荻町18-6
- 天下野駐在所 - 常陸太田市天下野町4954
- 小中駐在所 - 常陸太田市小中町256-1
- 下宮河内駐在所 - 常陸太田市下宮河内町107-1
- 水府駐在所 - 常陸太田市国安町764-5
- 真弓駐在所 - 常陸太田市真弓町2568-2
- 町屋駐在所 - 常陸太田市町屋町1232-2